# オーギュスト・シャルロワ
オーギュスト・オノレ・シャルロワ（Auguste Honoré Charlois、1864年11月26日 – 1910年3月26日）はフランスの天文学者である。ニース天文台で働き99個の小惑星を発見した。
シャルロワは1887年に最初の小惑星 (267) ティルザを発見した。(433) エロスについては、グスタフ・ヴィットが発見した同じ夜に撮影に成功したが、行動が遅れ、ヴィットの発見の発表に先んじられた。
肉眼観測による小惑星探索の時代から、シャルロワは小惑星探索を始めたが、1891年にマックス・ヴォルフによって天文写真による小惑星探索がはじめられると、急激に小惑星の発見の速度は増加した。ヴォルフとシャルロワの2人はそれぞれ、それまで肉眼による探索によって発見された小惑星より多い小惑星を発見した。
1899年ジュール・ジャンサン賞受賞。小惑星 (1510)シャルロワはシャルロワの功績を記念して命名された。
シャルロワは45歳の時、彼の前妻の遺産を巡って裁判で争い敗訴した、義兄弟のガブリエル・ブラングによって射殺された。

## 発見した小惑星
| - 267 ティルザ 1887年5月27日 - 272 アントニア 1888年2月4日 - 277 エルヴィラ 1888年5月3日 - 282 クロリンデ 1889年1月28日 - 283 エンマ 1889年2月8日 - 284 アマリア 1889年5月29日 - 285 ルジーナ 1889年8月3日 - 289 ネネッタ 1890年3月10日 - 293 ブラジリア 1890年5月20日 - 294 フェリシア 1890年7月15日 - 296 ファエトゥーサ 1890年8月19日 - 297 セシリア 1890年9月9日 - 298 バティスティーナ 1890年9月9日 - 300 ジェラルディーナ 1890年10月3日 - 302 クラリッサ 1890年11月14日 - 305 ゴードニア 1891年2月16日 - 307 ニケ 1891年3月5日 - 310 マルガリータ 1891年5月16日 - 311 クラウディア 1891年6月11日 - 312 ピエレッタ 1891年8月28日 - 314 ロザリア 1891年9月1日 - 316 ゴベルタ 1891年9月8日 - 317 ロクサネ 1891年9月11日 - 318 マグダレーナ 1891年9月24日 - 319 レオナ 1891年10月8日 - 327 コロンビア 1892年3月22日 - 331 エテリジア 1892年4月1日 - 336 ラカディエラ 1892年9月19日 - 337 デボザ 1892年9月22日 - 338 ビュドロザ 1892年9月25日 - 344 デジデラタ 1892年11月15日 - 345 テルシディナ 1892年11月23日 - 346 エルマンタリア 1892年11月25日 - 347 パリャーナ 1892年11月28日 - 348 マイ 1892年11月28日 - 349 デンボウスカ 1892年12月9日 - 350 オルナメンタ 1892年12月14日 - 354 エレオノラ 1893年1月17日 - 355 ガブリエラ 1893年1月20日 - 356 リグリア 1893年1月21日 - 357 ニニナ 1893年2月11日 - 358 アポロニア 1893年3月8日 - 359 ジョージア 1893年3月10日 - 360 カルロバ 1893年3月11日 - 361 ボノニア 1893年3月11日 - 362 ハブニア 1893年3月12日 - 363 パドゥア 1893年3月17日 - 364 イサラ 1893年3月19日 - 365 コルドゥバ 1893年3月21日 | - 366 ヴィンチェンティーナ 1893年3月21日 - 367 アミキティア 1893年5月19日 - 368 ハイデア 1893年5月19日 - 370 モデスティア 1893年7月14日 - 371 ボヘミア 1893年7月16日 - 372 パルマ 1893年8月19日 - 373 メルシナ 1893年9月15日 - 374 ブルグンディア 1893年9月18日 - 375 ウルスラ 1893年9月18日 - 376 ジオメトリア 1893年9月18日 - 377 カンパニア 1893年9月20日 - 378 ホルミア 1893年12月6日 - 379 フエンナ 1894年1月8日 - 380 フィドゥキア 1894年1月8日 - 381 ミルラ 1894年1月10日 - 382 ドドナ 1894年1月29日 - 383 ジャニーナ 1894年1月29日 - 388 カリュブディス 1894年3月7日 - 389 インドゥストリア 1894年3月8日 - 395 デリア 1894年11月30日 - 396 アエオリア 1894年12月1日 - 397 ヴィエンナ 1894年12月19日 - 398 アドメテ 1894年12月28日 - 400 デュクローザ 1895年3月15日 - 402 クロエ 1895年3月21日 - 403 キアネ 1895年5月18日 - 404 アルシノエ 1895年6月20日 - 405 ティア 1895年7月23日 - 406 エルナ 1895年8月22日 - 409 アスパシア 1895年12月9日 - 410 クロリス 1896年1月7日 - 411 クサンテ 1896年1月7日 - 414 リリオペ 1896年1月16日 - 416 ヴァチカーナ 1896年5月4日 - 423 ディオティマ 1896年12月7日 - 424 グラティア 1896年12月31日 - 425 コルネリア 1896年12月28日 - 426 ヒッポ 1897年8月25日 - 427 ガレネ 1897年8月27日 - 429 ロティス 1897年11月23日 - 430 ヒブリス 1897年12月18日 - 431 ネフェレ 1897年12月18日 - 432 ピティア 1897年12月18日 - 437 ロディア 1898年7月16日 - 438 ゼウクソ 1898年11月8日 - 441 バティルド 1898年12月8日 - 451 パティエンティア 1899年12月4日 - 453 テア 1900年2月22日 - 498 東京 1902年12月2日 - 537 パウリ 1904年7月7日 |